# Канон десяти аттических ораторов
Кано́н десяти́ атти́ческих ора́торов — список наиболее выдающихся древнегреческих ораторов V — начала III веков до н. э., составленный в Античности.

## История составления
Древнегреческие учёные эпохи эллинизма выделяли наилучших писателей в том или ином жанре и составляли каноны лириков, эпиков, историков и т. п. Александрийскими учёными III—II веков до н. э. Аристофаном Византийским и Аристархом Самофракийским были выделены и десять лучших ораторов Древней Греции. Поскольку главным центром древнегреческого красноречия были Афины, этот список принято называть каноном десяти аттических (или афинских) ораторов. Из числа десяти ораторов двое — Лисий и Динарх — были не афинскими гражданами, а метэками (иностранцами, постоянно проживавшими в Афинах). До нашего времени дошли речи и письма всех десяти ораторов канона, однако речи Гиперида — только в отрывках. 
По другой версии, канон был составлен пергамскими учёными во II веке до н. э., а окончательно «утверждён» гораздо позже, уже в римскую эпоху Цецилием Калактийским. О последнем известно, что он написал произведение «О стиле десяти ораторов», ныне утраченное. Биографиям аттических мастеров красноречия посвящено несколько трудов античных писателей: «Жизнеописания десяти ораторов» (др.-греч. Βίοι των δέκα ρητόρων), приписываемое ошибочно Плутарху, биография Демосфена в составе «Сравнительных жизнеописаний» Плутарха, а также «Об аттических ораторах» (др.-греч. Περὶ τῶν Ἀττικῶν ῥητόρων) Дионисия Галикарнасского — у этого автора список содержит только шесть имён.

## Список ораторов
| Портрет | Имя на русском языке | Имя на древнегреческом языке | Годы жизни                   | Примечание                                                                           |
| ------- | -------------------- | ---------------------------- | ---------------------------- | ------------------------------------------------------------------------------------ |
|         | Антифонт             | Ἀντιφῶν                      | 479—409 до н. э.             | Дядя Андокида. Возможно, две разные личности: Антифон Афинский и Антифон из Рамнунта |
|         | Андокид              | Ἀνδοκίδης                    | ок. 440 — после 391 до н. э. | Племянник Антифона Афинского                                                         |
|         | Лисий                | Λυσίας                       | ок. 445—380 до н. э.         | Метэк                                                                                |
|         | Исократ              | Ἰσοκράτης                    | 436—338 до н. э.             |                                                                                      |
|         | Исей                 | Ἰσαῖος                       | ок. 420 — ок. 350 до н. э.   | Учитель Демосфена                                                                    |
|         | Эсхин                | Αἰσχίνης                     | 389—314 до н. э.             |                                                                                      |
|         | Ликург Афинский      | Λυκοῦργος                    | 396—323 или 390—324 до н. э. |                                                                                      |
|         | Демосфен             | Δημοσθένης                   | 384—322 до н. э.             | Ученик Исея. Совершил самоубийство                                                   |
|         | Гиперид              | Ὑπερείδης                    | 390/389/388—322 до н. э.     | Убит по приказу Антипатра                                                            |
|         | Динарх               | Δείναρχος                    | ок. 360 — ок. 290 до н. э.   | Метэк. Логограф, сам с речами практически не выступал                                |

### Первичные источники
- Андокид. Речи, или История святотатцев / Пер. и комм. Э. Д. Фролова. — СПб.: Алетейя, 1996. — 256 с. — (Античная библиотека). — 2000 экз. — ISBN 5-85233-003-26.
- Антифонт. Речи // Вестник древней истории : журнал  / Вступ. ст., пер. и комм. И. Е. Сурикова. — 2015. — № 1—3 (292—294). — С. 228—253, 243—268, 250—261. — ISSN 0321-0391.
- Демосфен. Речи: В 3 т. / Отв. ред. Е. С. Голубцова, Л. П. Маринович, Э. Д. Фролов. — М.: Памятники исторической мысли, 1994—1996. — Т. I—III. — 608; 544; 624 с. — 20 000 экз. — ISBN 5-88451-005-5. — ISBN 5-88451-008-X. — ISBN 5-88451-006-3. — ISBN 5-88451-006-3.
- Исей. Речи // Вестник древней истории : журнал  / Пер. Г. А. Тарояна. — 2013. — № 1—4 (284—287). — С. 234—251, 230—251, 240—269, 216—247. — ISSN 0321-0391.
- Исократ. Малые аттические ораторы [Гиперид, Ликург, Динарх, Эсхин]. Речи. Письма / Под ред. Э. Д. Фролова. — М.: Ладомир, 2013. — 1072 с. — 2000 экз. — ISBN 978-5-86218-213-2.
- Лисий. Речи / Пер., статья и комм. С. И. Соболевского; предисл. Л. П. Маринович, Г. А. Кошеленко. — М.: Ладомир, 1994. — 388 с. — (Античная классика). — 10 000 экз. — ISBN 5-86218-124-5.

### Вторичные источники
- История греческой литературы / Под ред. С. И. Соболевского, М. Е. Грабарь-Пассек, Ф. А. Петровского. — М.: Издательство Академии наук СССР, 1955. — Т. II: История. Философия. Ораторское искусство классического периода.
- Андреев В. Н. Демосфен о «банке» Пасиона: Интерпретация // Вестник древней истории : журнал. — 1979. — № 1 (147). — С. 134—139. — ISSN 0321-0391.
- Вальченко В. В. К проблеме подлинности демосфеновских писем // Вестник древней истории : журнал. — 1981. — № 2 (156). — С. 229—249. — ISSN 0321-0391.
- Гиро, Поль. Политический деятель IV века Гиперид // Частная и общественная жизнь греков / Пер. с фр. Н. И. Лихаревой. — СПб.: Издание т-ва О. Н. Поповой, 1915.
- Исаева В. И. Античная Греция в зеркале риторики: Исократ. — М.: Наука; Издательская фирма «Восточная литература», 1994. — 255 с. — 1700 экз. — ISBN 5-02-017391-6.
- Казакевич Э. Л. Рабы как форма богатства в Афинах IV в. до н. э. (по данным речей Демосфена) // Вестник древней истории : журнал. — 1958. — № 2 (64). — С. 90—113. — ISSN 0321-0391.
- Маринович Л. П. Место наёмников в общественно-политических взглядах Исократа // Вестник древней истории : журнал. — 1965. — № 3 (93). — С. 22—34. — ISSN 0321-0391.
- Маринович Л. П. Мидий и его друзья, или Демосфен против плутократов // Вестник древней истории : журнал. — 1998. — № 2 (225). — С. 19—31. — ISSN 0321-0391.
- Моссе К. Демосфен как тип афинского политика // Вестник древней истории : журнал. — 1996. — № 2 (217). — С. 20—25. — ISSN 0321-0391.
- Россиус А. А. Полемика Исократа с Академией Платона // Вестник древней истории : журнал. — 1987. — № 2 (181). — С. 93—102. — ISSN 0321-0391.